# 아제르바이잔 국립 카펫 박물관

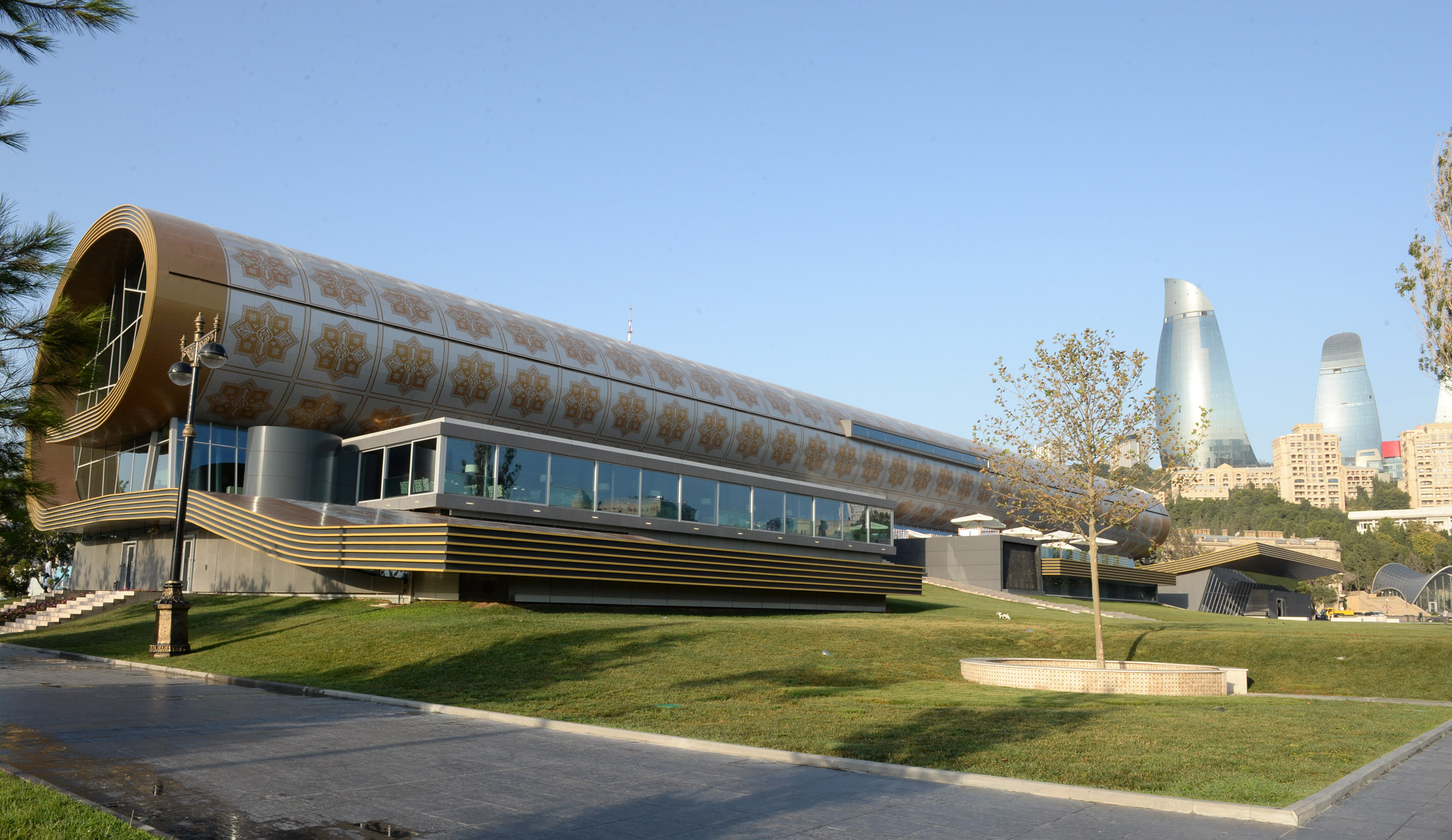

아제르바이잔 국립 카펫 박물관(아제르바이잔어: Azərbaycan Milli Xalça Muzeyi)은 아제르바이잔 바쿠의 중심부에 있는 박물관이다. 수세기에 걸쳐 내려온 다양한 기술과 재료의 아제르바이잔의 카펫과 양탄자를 볼 수 있다. 세계에서 아제르바이잔 카펫을 가장 많이 보유하고 있다.